# Stazione di Jungfernheide
La stazione di Jungfernheide è una delle stazioni ferroviarie della città tedesca di Berlino.
Prende il nome dal parco della Jungfernheide, posto comunque a una certa distanza.

## Movimento
La stazione è servita dalle linee S 41 e S 42 della S-Bahn, dalla linea regionale RB 10 e RB 13, e dalla linea regionale espressa RE 4.

## Interscambi
- Fermata metropolitana (Jungfernheide, linea U 7)[1]
- Fermata autobus